# Tagebau Zipsendorf
Der Tagebau Zipsendorf war ein aus den zwei Tagebauen Zipsendorf-West (1938–1952) und Zipsendorf-Süd (1948–1964) bestehender Tagebau des Mitteldeutschen Braunkohlereviers. Er diente zur Gewinnung von Braunkohle und lag im Meuselwitz-Altenburger Braunkohlerevier. Nach der Stilllegung entstand das Restloch Zipsendorf auf einem Teil des Areals.

## Geographische Lage
Die Tagebaue Zipsendorf-West und Zipsendorf-Süd lagen westlich von Meuselwitz. Bis 1952 befanden sie sich fast komplett auf dem Gebiet der preußischen Provinz Sachsen bzw. des Landes Sachsen-Anhalt. Nach der Bildung der Bezirke 1952 gehörte der kleinere Ostteil des Tagebaugebiets zum Bezirk Leipzig (Kreis Altenburg), der Westteil zum Bezirk Halle (Kreis Zeitz). Dadurch verläuft durch das Areal seit 1990 die Landesgrenze zwischen Thüringen (Landkreis Altenburger Land) und Sachsen-Anhalt (Burgenlandkreis). Landschaftlich wird das Gebiet dem Altenburg-Zeitzer Lösshügelland zugeordnet.
Die ehemaligen Tagebaue Zipsendorf befanden sich zwischen der Ortschaft Rehmsdorf der Gemeinde Elsteraue im Westen und den heute zu Meuselwitz gehörigen Ortsteilen Zipsendorf und Brossen im Osten. Beide Tagebaue wurden durch die Bahnstrecke Zeitz–Altenburg voneinander getrennt.

## Geschichte

### Anfänge des Braunkohlebergbaus im preußischen Teil des Meuselwitz-Altenburger Reviers

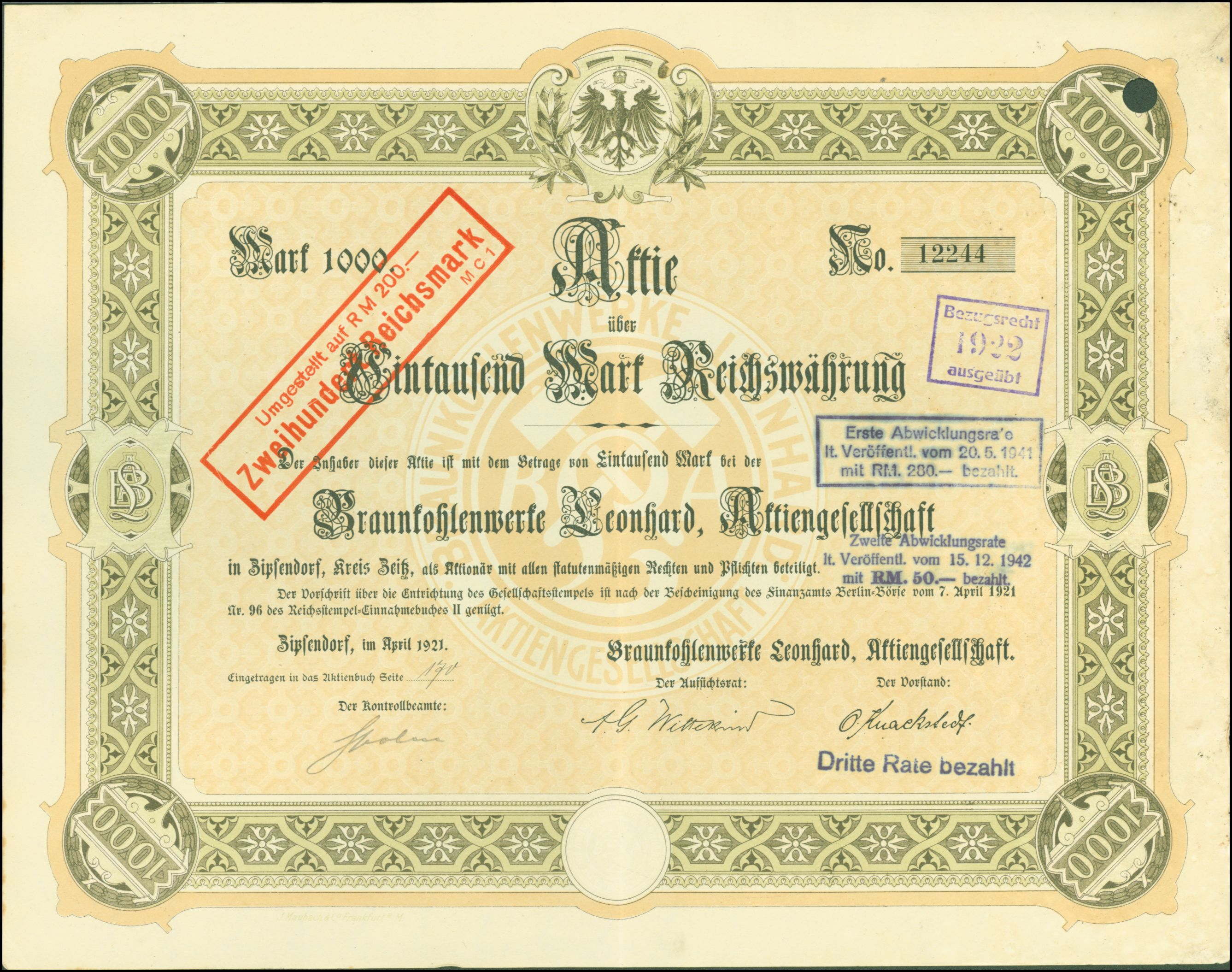
Aktie über 1000 Mark der Braunkohlenwerke Leonhard vom April 1921

Im 17. Jahrhundert gibt es die ersten urkundlichen Nachweise des Braunkohlebergbaus im Altenburger Land und speziell auch im Stadtgebiet von Meuselwitz. Ein geregelter Abbau der Braunkohle setzte jedoch erst im 19. Jahrhundert ein. Ab Mitte des 19. Jahrhunderts wurde im Meuselwitz-Altenburger Revier Braunkohle im Tiefbauverfahren abgebaut. 1871 erfolgte unter Führung des Zeitzer Bankiers Baumann, des Leipziger Fabrikanten Penndorf und verschiedener Gutsbesitzer die Gründung der Prehlitzer Braunkohlenaktiengesellschaft. Dadurch kam es auch zur Erschließung neuer Kohlefelder in der Flur Zipsendorf. Die Betriebe „Schäde“ und „Bismarck“ wurden 1891 gegründet. Sie hatten zeitweise eine Belegschaft von rund 2000 Mann. Die Grube „Bismarck“ wurde später von den Braunkohlenwerken „Leonhard“ in Wuitz und Spora erworben. Diese verlegte 1912 ihren Sitz nach Zipsendorf.
Im Raum Zipsendorf waren somit folgende zwei der fünf Tiefbaugruben im preußischen Westteil des Meuselwitz-Altenburger Reviers in Betrieb:
| Name der Tiefbaugrube  | Betriebszeit |
| ---------------------- | ------------ |
| Fürst Bismarck Nr. 138 | 1893–1940    |
| Schädegrube Nr. 148    | 1901–1914    |

Durch die 1872 eröffnete Bahnstrecke Altenburg–Meuselwitz–Zeitz, an der die Zipsendorfer Nachbarorte Wuitz und Mumsdorf einen gemeinsamen Bahnhof erhielten, erlebte der Braunkohleabbau einen Aufschwung, da mit der Bahn neue Absatzmärkte erschlossen werden konnten. Vom Bahnhof Wuitz-Mumsdorf zweigte seit 1902 die Bahnstrecke nach Gera ab, wodurch auch Zipsendorf einen Eisenbahnanschluss erhielt und Gera besser mit Kohle aus dem Revier versorgt werden konnte. 
Um Zipsendorf entstanden mehrere Brikettfabriken:
| Ort (heutige Zugehörigkeit)                                                    | Name der Brikettfabrik          | Betriebszeit |
| ------------------------------------------------------------------------------ | ------------------------------- | ------------ |
| Meuselwitz                                                                     | Zum Fortschritt                 | 1893–1948    |
| Zipsendorf (Ortsteil von Meuselwitz)                                           | Vereinsglück I (Zipsendorf I)   | 1884–1967    |
| Zipsendorf (Ortsteil von Meuselwitz)                                           | Fürst Bismarck (Zipsendorf III) | 1908–1991    |
| Zipsendorf (Ortsteil von Meuselwitz)                                           | Vereinsglück II (Zipsendorf IV) | 1910- n. b.  |
| Mumsdorf (Ortsteil von Meuselwitz)                                             | Phönix (Mumsdorf)               | 1912–2000    |
| Spora (Ortschaft von Elsteraue mit Ortsteilen)                                 | Prehlitzer Braunkohlenwerke     | n. b.-1889   |
| Wuitz (devastierte Flur gehört zur Ortschaft Rehmsdorf der Gemeinde Elsteraue) | Leonhard I                      | 1907–1968    |
| Wuitz (devastierte Flur gehört zur Ortschaft Rehmsdorf der Gemeinde Elsteraue) | Leonhard II                     | 1905–1966    |

Nach 1900 erfolgte im Raum Zipsendorf der Aufschluss kleinerer Braunkohletagebaue. Dies waren u. a. die  Schädegrube (1902–1934), die Schädegrube II (1934–1940) sowie die Tagebaue Leonhard I (Wuitz) (1909–1919) und Leonhard II (Sedan) (1918–1926). Anfang der 1940er Jahre wurde mit der Schädegrube II der letzte dieser Tagebaue geschlossen.

### Die Tagebaue Zipsendorf-West und Zipsendorf-Süd
Mit dem Aufschluss des Tagebaus „Leonhard III“ im Jahr 1938, später als „Tagebau Zipsendorf-West“ bezeichnet, begann der großflächige Abbau der Kohle nordwestlich von Zipsendorf. Dadurch wurde der Ort Mumsdorf, der bis 1950 politisch eine thüringische Enklave war, zu einer Enklave im Braunkohlegebiet, da der Tagebau Phönix-Mumsdorf (1910–1928) bereits den Bereich östlich des Orts abgebaut hatte und der Tagebau Zipsendorf-West nun den westlichen Bereich bis an den Nordrand der Bahnstrecke Zeitz-Altenburg zerstörte. Der westlich von Mumsdorf auf preußischem Gebiet liegende Ort Oberhaide (Ortsteil von Rehmsdorf) wurde 1938 ausgesiedelt und um 1940 überbaggert. Die meisten der 30 Einwohner zogen nach Wuitz um, das jedoch Mitte der 1950er Jahre das gleiche Schicksal wie Oberhaide traf.
Während der Tagebau Zipsendorf-West im Jahr 1952 seinen Betrieb einstellte, war bereits im Jahr 1948 südlich der Bahnstrecke Zeitz-Altenburg der „Tagebau Zipsendorf-Süd“ aufgefahren worden. Durch 1952 erfolgte Verwaltungsreform in der DDR verlief durch den östlichen Bereich der Tagebaue nun die Grenze zwischen den Bezirken Halle und Leipzig. Zipsendorf, Mumsdorf, Brossen und Falkenhain gehörten seitdem zum Kreis Altenburg im Bezirk Leipzig und in der Folge seit 1990 zu Thüringen. 
Der Tagebau Zipsendorf-Süd breitete sich zwischen 1948 und 1964 auf das Gebiet südlich der Bahnstrecke Zeitz-Altenburg zwischen Sprossen im Westen, Oelsen im Süden und Brossen im Osten aus. Dadurch mussten zwischen 1954 und 1956 die 644 Einwohner von Wuitz und die 338 Einwohner von Sabissa ihre Orte, die westlich von Zipsendorf lagen, verlassen. Die Abbaggerung überlebte allein der nordöstlich von Wuitz gelegene Bahnhof Wuitz-Mumsdorf.
| Tagebau         | Beginn der Betriebszeit | Ende der Betriebszeit |
| --------------- | ----------------------- | --------------------- |
| Zipsendorf-West | 1938                    | 1952                  |
| Zipsendorf-Süd  | 1948                    | 1964                  |

Nach der Stilllegung des Tagebaus Zipsendorf-Süd wurde das Restloch des Tagebaus noch jahrelang als Mülldeponie genutzt. Unter anderem erfolgte die Einleitung von Abfallprodukten über Rohrleitungen aus dem Hydrierwerk Zeitz (Tröglitz). Nach dem Anstieg des Grundwassers entstand im Restloch Zipsendorf als Bergbaufolgelandschaft ein Gewässer, das zum Baden geeignet ist.

## Devastierte Ortschaften
| Orte      | Jahr der Umsiedlung / Devastierung | Einwohner | Tagebau         |
| --------- | ---------------------------------- | --------- | --------------- |
| Oberhaide | um 1940                            | 30        | Zipsendorf-West |
| Wuitz     | 1954–1956                          | 644       | Zipsendorf-Süd  |
| Sabissa   | 1955–1956                          | 338       | Zipsendorf-Süd  |